# Салатрук (Хунедоара)
Салатрук (рум. Sălătruc) насеље је у Румунији у округу Хунедоара у општини Блажени. Oпштина се налази на надморској висини од 469 m.

## Становништво
Према подацима из 2002. године у насељу је живело 126 становника, од којих су сви румунске националности.